# Benno Tempel
Benno Tempel (Harderwijk, 3 mei 1972) is een Nederlands kunsthistoricus en museumdirecteur.

## Opleiding
Tempel volgde zijn middelbareschoolopleiding aan het Christelijk College Nassau-Veluwe in zijn geboorteplaats en studeerde vervolgens kunstgeschiedenis aan de Vrije Universiteit Amsterdam. Als afstudeerrichting koos hij Beeldende Kunst Nieuwste Tijd, waarbinnen hij zich specialiseerde in de schilderkunst van de late 19e eeuw en vroege 20e eeuw.

## Loopbaan
Na zijn doctoraalexamen begon hij als gastconservator in het Dordrechts Museum, waar hij de tentoonstelling Paul Gabriël: colorist van de Haagse School mede organiseerde. Daarna was hij van 1997 tot 2000 assistent-conservator bij het Van Goghmuseum waar hij verantwoordelijk was voor het niet-Van Gogh-deel van de collectie. In die periode fungeerde hij ook als conservator van het Museum Mesdag in Den Haag, nu De Mesdag Collectie. Tevens verbond hij zich als wetenschappelijk medewerker aan het Rijksmuseum.
Aansluitend van 2000 tot 2006 was hij werkzaam bij de Kunsthal Rotterdam als conservator tentoonstellingen. Hij organiseerde onder meer:
- Henri de Toulouse-Lautrec. Parijs bij nacht
- Meesters van de Romantiek, Nederlandse schilderkunst 1800-1850
- Antoni Gaudí. Dromen en Bouwen
- Alphonse Mucha (1860-1939). Meester van de Jugendstil
- Le Miracle de la couleur: Hoogstaande Impressionisten en Post-impressionisten

In deze zelfde functie als conservator tentoonstellingen keerde hij in april 2006 terug naar het Van Goghmuseum. Hij was onder meer verantwoordelijk voor de tentoonstellingen Barcelona 1900 en Max Beckmann in Amsterdam 1937-1947.
1 januari 2009 volgde hij Wim van Krimpen op als directeur van het Gemeentemuseum Den Haag, sinds 2019 op zijn initiatief het Kunstmuseum Den Haag genaamd. Daartoe behoren ook het Fotomuseum Den Haag, KM21 en Escher in Het Paleis.
Bij de tentoonstelling Ontdek het moderne in het Kunstmuseum Den Haag schreef Tempel een collectieboek voor een breed publiek. Net als in de tentoonstelling wil hij de geschiedenis van de moderne kunst niet vertellen als een opeenvolging van stromingen, maar op een meer associatieve manier.
Per 1 november 2023 werd Tempel benoemd tot directeur van het Kröller-Müller Museum te Otterlo.

## De nieuwe Rembrandt
Benno Tempel was jurylid van het televisieprogramma De nieuwe Rembrandt, waarin gezocht werd naar nieuw kunstenaarstalent.

## Publicaties (Selectie)
- Tempel, Benno en De Leeuw, Ronald: Het Romantiek Boek ISBN 9040089426
- De Leeuw, Ronald, Reynaerts, Jenny en Tempel, Benno: Meesters van de Romantiek ISBN 9040090955
- Bink, Margriet, Peters, M.H.A.M., Tempel, Benno: Paul Joseph Constantin Gabriël, 1828-1903 : colorist van de Haagse School, 1998, uitg.: Dordrecht: Dordrechts Museum, Kleef: Stichting B.C. Koekkoek-Huis, Zwolle: Waanders; (Tentoonstellingscatalogus uitg. t.g.v. de gelijknamige tentoonstelling in het Dordrechts Museum, Dordrecht, 26 april t/m 30 augustus 1998 en in het B.C. Koekkoek-Huis, Kleef, 25 september 1998 t/m 3 januari 1999) 175 p. : ill.; 28 cm; ISBN 9040092257
- Tempel, Benno: Ontdek het moderne, 2012, WBOOKS, 192 p.; ISBN 9789040007279